# 繁殖力
繁殖力（英語：Fecundity）有两种定义方式；在人类人口统计学中，指与单一有机体相反，是有记录种群的繁殖潜力，而在人口生物学中，指认为与生育能力相似，通过配子（卵子）、种子集或无性繁殖体的数量来衡量产生后代的自然能力。缺乏生育能力是不孕症，而缺乏繁殖力将被称为不育。
人类人口统计学只考虑人类的繁殖力，而人口生物学研究的是所有的生物体，只是考虑的比率在文化上有所不同。种群生物学中的繁殖力一词通常用来描述一个时间步长（通常是一年一次）后的后代繁殖率。从这个意义上说，生育能力可能既包括出生率，也包括年轻一代的存活率。虽然繁殖力的水平因地理位置的不同而不同，但它通常是每种文化的一致特征。受精是受胎（英語：Fecundation）的另一个术语。超级繁殖力（英語：Superfecundity）或逆转录繁殖力（英語：Retrofecundity）指的是一个有机体储存另一个有机体的精子（在耦合连结之后），并在一段时间后让自己的卵子受精的能力，本质上是让受精看起来像是在没有精子的情况下发生的（即单性生殖）
繁殖力是种群生态学研究的重要内容，虽然它是一个中立的研究视角。繁殖力的强弱取决于种群当时的条件和一定的社会因素。例如,在艰难时期的人口，如缺乏食物或高温，青少年和最终成年人繁殖力已被证明会降低（即由于缺乏资源，青少年个体无法繁殖，最终成年个体会耗尽资源，停止繁殖）。此外，社会趋势和社会规范可能影响生育能力，尽管这种影响往往是暂时的。事实上，基于社会因素，人们认为停止繁殖是不可能的，繁殖力往往在短暂下降后上升。